# براکن‌هرست
براکن‌هرست (به انگلیسی: Brockenhurst) یک روستا و محله مدنی در بریتانیا است که در همپشر و در نزدیکی ساوت‌همپتون واقع شده‌است.
براکن‌هرست ۳٬۵۵۲ نفر جمعیت دارد.